# 广东职业技术学院
广东职业技术学院，简称广职院，是经广东省人民政府批准、国家教育部备案、广东省教育厅主管的全日制普通高等院校，学校代码：12736。

## 历史
广东省纺织工业学校，筹建于1984年，1985年正式招生，1993年被评为省级重点中专学校，2000年被评为国家级重点中专学校，2001年升格为广东纺织职业技术学院。2012年，经广东省人民政府批准，学校更名为广东职业技术学院。